# Miguel Ángel Mulet Taló
Miguel Ángel Mulet Taló (Zúric, 29 de juny de 1956) és un polític valencià, diputat a les Corts Valencianes en la IX legislatura.

## Biografia[calcitació]
Diplomat en professorat d'EGB. És treballador per compte d'altri des de 1974, primer en Construccions Luis Batalla i des de 1982 en la Refineria de BP de Castelló on actualment exerceix funcions de tècnic de Millora Contínua. Inicialment milità en el Partit Liberal, del que en fou secretari provincial. Després ha estat militant del PPCV des de la seva fundació, del qual ha estat Secretari i President de la Junta Local de Castello i membre del Comitè de Direcció Provincial, així com del Regional.
Escollit regidor i tinent d'alcalde de l'Ajuntament de Castelló de la Plana a les eleccions municipals espanyoles de 1991, 1995, 1999, 2003, 2007 i 2011. De 2003 a 2011 ha estat diputat i vicepresident de la Diputació de Castelló. Actualment és president de la Comissió Informativa de l'àrea de cultura de la Diputació de Castelló.
Ha pertangut durant 16 anys a la Comissió de Cultura de la FEMP i al Consell Social de la Universitat Jaume I de Castello.
Fou elegit diputat a les eleccions a les Corts Valencianes de 2015.
Membre de l'Institut d´Etnografia i Cultura Popular, he ho es també de diversos col·lectius culturals i festers, Ateneu, Castellonenca de Cultura, Cavallers de la Conquesta, Gaita y Colles. Ha estat membre de la Junta de Govern de Lledó, de la Junta de Festes de Castelló, de la Junta de Govern del Museu d´Art Contemporani de Vilafamés, dels Patronat s de la Fundació Huguet i Fundació Soler i Godes i Clavari de la Sang.
Ermità de la Magdalena, pintor (TALÓ) i dolçainer, a hores d´ara segueix implicat totalment amb els col·lectius culturals i festius de Castello, ostentant distincions com la de Guillem de Mont Rodom o Jaume I, El Voladoret d'Or, la consideració de Gaiater d'Honor i la de Fadri d'Honor, Polpet d´Or i Premi EUTERPE de la FSMCV, entre d'altres.